# Nova Candelária

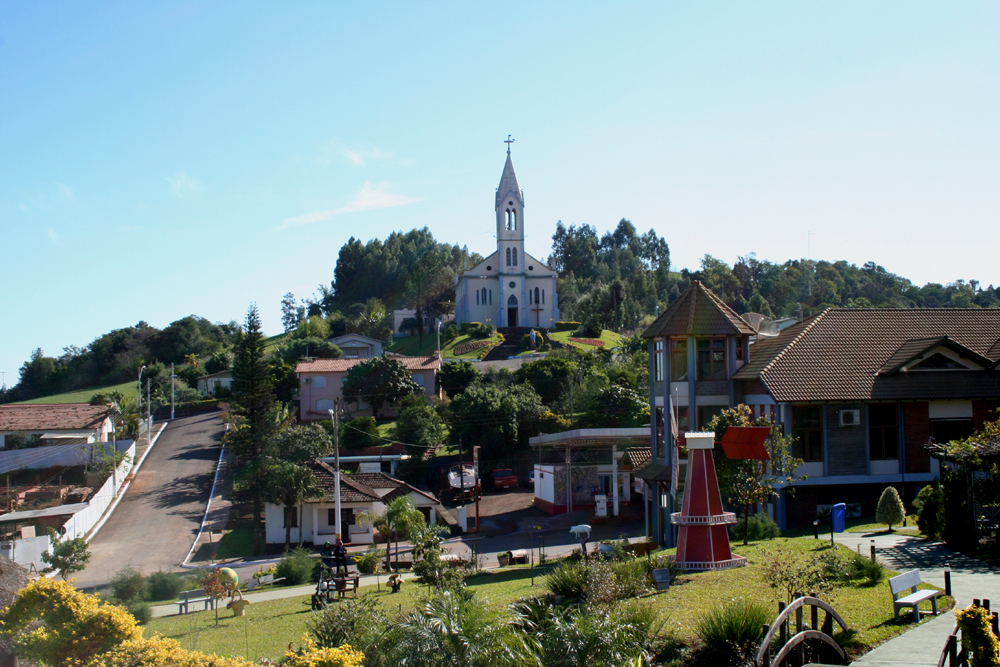
Foto de Nova Candelária.

Nova Candelária es un municipio brasileño del estado de Rio Grande do Sul.
Se encuentra ubicado a una latitud de 27º36'26" Sur y una longitud de 54º06'25" Oeste, estando a una altitud de 303 metros sobre el nivel del mar. Su población estimada para el año 2004 era de 2.755 habitantes.
Ocupa una superficie de 98,495 km².
- Wikimedia Commons alberga una categoría multimedia sobre Nova Candelária.

- Datos: Q734270
- Multimedia: Nova Candelária / Q734270